# 234750 Amymainzer
234750 Amymainzer è un asteroide della fascia principale. Scoperto nel 2002, presenta un'orbita caratterizzata da un semiasse maggiore pari a 3,2044093 UA e da un'eccentricità di 0,2091227, inclinata di 19,41148° rispetto all'eclittica.
L'asteroide è dedicato ad Amy Mainzer, un'astronoma statunitense, specializzata in strumentazioni dell'astrofisica e astronomia a raggi infrarossi.